# Max Noether
Max Noether (Mannheim, Gran Ducado de Baden, 24 de septiembre de 1844-Erlangen, Alemania, 13 de diciembre de 1921) fue un matemático alemán especializado en geometría algebraica y en teoría de funciones algebraicas. Es considerado «uno de los mejores matemáticos del siglo XIX». Es padre de la matemática Emmy Noether.

## Biografía
Max Noether nació en Mannheim en 1844 en una familia judía adinerada que se dedicaba a la venta al por mayor de herramientas. Su abuelo, Elias Samuel, había iniciado el negocio en Bruchsal en 1797. En 1809, el Gran Ducado de Baden estableció un edicto para asignar un apellido hereditario al cabeza de familia de cada familia judía que no tuviera ya uno. De esta forma, los Samuel se convirtieron en la familia Noether, y como parte de la cristianización de sus nombres, su hijo Hertz, padre de Max, se convirtió en Hermann. Max fue el tercero de los cinco hijos de Hermann con su esposa Amalia Würzburger.
A los 14 años, Max contrajo la polio, y sufrió sus secuelas durante el resto de su vida. A través del estudio autodidacta, aprendió matemáticas avanzadas y entró en la Universidad de Heidelberg en 1865. Trabajó como profesor allí durante varios años antes de trasladarse a la Universidad de Erlangen en 1888. Durante su estancia allí, ayudó a fundar el campo de la geometría algebraica.
En 1880, se casó con Ida Amalia Kaufmann, hija de otra rica familia mercante judía. Dos años más tarde tuvieron a su primera hija, llamada Amalia, o por su diminutivo Emmy, por su madre. Emmy Noether se convirtió en una de las figuras clave del álgebra abstracta. En 1883 tuvieron un hijo llamado Alfred, que estudió química antes de su muerte en 1918. Su tercer hijo, Fritz, nació en 1884. Al igual que Emmy, Fritz Noether fue también un prominente matemático. Se conoce poco sobre su cuarto hijo, Gustav Robert, nacido en 1889. Sufrió numerosas enfermedades y falleció en 1928.
Max Noether fue catedrático en Erlangen durante muchos años, y murió allí el 13 de diciembre de 1921.

## Trabajo en geometría algebraica
Alexander von Brill y Max Noether desarrollaron demostraciones alternativas usando métodos algebraicos para buena parte del trabajo de Bernhard Riemann en superficies de Riemann. La teoría de Brill-Noether fue más allá y permitió estimar la dimensión del espacio de aplicaciones de un cierto grado d de una curva algebraica en el espacio proyectivo Pn. En geometría birracional, Noether introdujo la técnica fundamental de la explosión para resolver el problema de resolución de singularidades en curvas planas.
Realizó contribuciones clave a la teoría de superficies algebraicas. La fórmula de Noether es el primer caso del teorema de Riemann-Roch para superficies. La desigualdad de Noether es una de las principales restricciones de los posibles invariantes discretos de una superficie. El teorema de Noether-Lefschetz (demostrado por Solomon Lefschetz) afirma que el grupo de Picard de una superficie muy general de grado al menos 4 en P3 está generado por la restricción del fibrado de rectas O(1).
Noether y Castelnuovo demostraron que el grupo de Cremona de los automorfismos birracionales del plano proyectivo complejo está generado por la «transformación cuadrática»
[x,y,z] ↦ [1/x, 1/y, 1/z]
junto con el grupo PGL(3,C) de automorfismos de P2. Aún en la actualidad no se conocen generadores explícitos del grupo de automorfismos birracionales de P3.